# Awdal

Umístění Awdalu v Somalilandu

Awdal je region v severozápadním Somálsku, resp. Somalilandu. Hlavní město je Boorama. Sousedí s Etiopií, Džibutskem, dalším somálským regionem Woqooyi Galbeed a Adenským zálivem.
Awdal (také psáno jako Adal nebo Adel) odvozuje své jméno od sultanátu Adal, který zaznamenal největší rozkvět v 16. století.
Ve srovnání s jinými regiony, či jinými zeměmi afrického rohu, není Awdal zdaleka tolik zasažen válkami a hladomorem a patří mezi nejvyspělejší oblasti země. Jsou zde například dostupné kvalitní pokročilé telekomunikační sítě, poměrně spolehlivé spojení mobilními telefony a přístup na internet. V hlavním městě Awdalu se také nachází univerzita Amoud.
V oblasti působí separatistické hnutí, které prosazuje založení vlastní republiky (Republika Awdal). Spory hnutí s místní vládou jsou spíše klanové povahy.
Awdal se skládá ze čtyř okresů a hlavního města:
- Baki
- Boorama
- Lughaya
- Saylac
- Dilla